# Oryzias nebulosus
Oryzias nebulosus är en fiskart som beskrevs av Parenti och Bambang Soeroto 2004. Oryzias nebulosus ingår i släktet Oryzias och familjen Adrianichthyidae. Inga underarter finns listade i Catalogue of Life.